# Porohanon
Le porohanon est une langue parlée dans les îles Camotes, dans la province de Cebu aux Philippines ; le nombre de locuteurs est estimé à 23 000 personnes. Le porohanon appartient au groupe des Langues bisayas mais, bien qu'il partage 87 % de son vocabulaire avec le cebuano, les deux langues sont presque mutuellement inintelligibles. Ses plus proches parents sont le masbateño et le hiligaynon.